# K-League Classic de 2015
A K-League Classic de 2015 foi a 33º edição da principal divisão de futebol na Coreia do Sul, a K-League. A liga começou em fevereiro e terminou em dezembro de 2015. 
Doze times participaram da liga. O Jeonbuk Hyundai Motors foi o campeão pela quarta vez.